# Robin Hood: Książę złodziei
Robin Hood: Książę złodziei (ang. Robin Hood: Prince of Thieves) – amerykański film przygodowy z 1991 roku w reżyserii Kevina Reynoldsa.

## Fabuła
Według filmu Robin jest rycerzem, który został uwięziony w czasie krucjaty razem z królem Anglii Ryszardem Lwie Serce, ale udaje mu się uciec i uwolnić przy okazji przyjaznego muzułmanina.
Po przyjeździe do Anglii spotyka się z lady Marion i dowiaduje się o okrucieństwie szeryfa i śmierci ojca. W ucieczce przed oddziałem Guya z Gisbourne chowa się w lesie, gdzie spotyka grupę banitów dowodzoną przez Małego Johna, z którym walczy na moście rzeki. Wygrywa Robin. Potem wszyscy bawią się w obozie. Wkrótce Robin kradnie konia szeryfowi co jest równoznaczne z wypowiedzeniem otwartej wojny. Bohater obejmuje dowodzenie nad wesołą kompanią i nawołuje ją do walki. Szeryf zabija Gisbourne'a, potem postanawia, że musi mieć potomka i chce poślubić lady Marion. Mały John zostaje ojcem. Szeryf Nottingham podstępem poznaje lokalizację obozu i wzywa na pomoc Celtów. Wkrótce cały obóz zostaje spalony, a część banitów uwięziona. Więziony przez szeryfa Szkarłatny Will proponuje, że znajdzie i zabije Robina. Jednak po powrocie do ruin obozu, wyjawia Robinowi, że jest jego przyrodnim bratem oraz że szeryf chce poślubić porwaną Marion. Robin opracowuje plan, dzięki któremu ocalali mają uprowadzić Marion i pozostałych. Szeryf porywa Marion do komnaty i każe księdzu udzielić szybkiego ślubu by mógł spłodzić dziecko. „Ceremonia” zostaje przerwana przez Robina, który po walce zabija szeryfa. W międzyczasie na zewnątrz wciąż trwają walki – brat Tuck zabija księdza wypychając go przez okno, a muzułmański przyjaciel Robina wiedźmę, która wychowała szeryfa. Na koniec przybywa król Ryszard, a Robin i Marion pobierają się w lesie.

## Obsada
- Kevin Costner – Robin Hood
- Alan Rickman – Szeryf Nottingham
- Mary Elizabeth Mastrantonio – Lady Marion
- Christian Slater – Will Szkarłatny
- Morgan Freeman – Azeem
- Sean Connery – Król Ryszard Lwie Serce
- Geraldine McEwan – Mortianna
- Michael Wincott – Guy z Gisbourne
- Nick Brimble – Mały John
- Michael McShane – braciszek Tuck
- Harold Innocent – Biskup Hereford
- Daniel Newman – Wilk
- Daniel Peacock – Byk

## Produkcja
Zdjęcia do filmu kręcono na obszarze Anglii i Francji. Do lokalizacji wykorzystanych przez filmowców należały:
- Buckinghamshire (rezerwat Burnham Beeches);
- East Sussex (klify Seven Sisters);
- Londyn (wnętrze kościoła St Bartholomew-the-Great w Smithfield);
- North Yorkshire (Aysgarth Falls);
- Northumberland (Wał Hadriana, Hulne Priory, zamek Alnwick);
- Wiltshire (Wardour Castle)
- Carcassonne[1][2].

## Nagrody i nominacje
Oscary za rok 1991
- Najlepsza piosenka – „(Everything I Do) I Do It for You”:

muz. Michael Kamen; sł. Bryan Adams, Robert John Lange (nominacja)
Złote Globy 1991
- Najlepsza muzyka – Michael Kamen (nominacja)
- Najlepsza piosenka – „(Everything I Do) I Do It for You”

muz. Michael Kamen; sł. Bryan Adams, Robert John Lange (nominacja)
Nagrody BAFTA 1991
- Najlepszy aktor drugoplanowy – Alan Rickman (wygrana)
- Najlepsze kostiumy – John Bloomfield (nominacja)

Nagrody Saturn 1991
- Najlepszy film fantasy (nominacja)
- Najlepsze kostiumy – John Bloomfield (nominacja)
- Najlepszy aktor – Kevin Costner (nominacja)
- Najlepszy aktor drugoplanowy – Alan Rickman (nominacja)
- Najlepsza aktorka drugoplanowa – Mary Elizabeth Mastrantonio (nominacja)

Złota Malina 1991
- Najgorszy aktor – Kevin Costner (wygrana)

Złota Malina 1999
- Najgorszy aktor dekady – Kevin Costner (nominacja)